# Eduarda Amorim
Eduarda Idalina "Duda" Amorim Taleska (født d. 23 september 1986 i Blumenau, Brasilien) er en tidligere brasiliansk håndboldspiller, der spillede venstre back for Brasiliens kvindehåndboldlandshold. Hun blev kåret til verdens bedste håndboldspiller i 2014 året efter hun sammen med det brasilianske landshold vandt VM i håndbold 2013. Hun spillede igennem sin karriere for flere europæiske storklubber, som Győri Audi ETO KC, Rostov-Don og CSM Bucuresti. 
Hun valgte at stoppe sin aktive håndboldkarriere, efter sæsonen 2021/22.

## Bedrifter
- Den Brasilianske Liga:
  - Runner-up: 2002

- Den Makedonske Liga:
  - Vinder: 2005, 2006, 2007, 2008

- Macedonian Cup:
  - Vinder: 2005, 2006, 2007, 2008

- Nemzeti Bajnokság I:
  - Vinder (8): 2009, 2010, 2011, 2012, 2013, 2014, 2016, 2017

- Magyar Kupa:
  - Vinder (9): 2009, 2010, 2011, 2012, 2013, 2014, 2015, 2016, 2018

- EHF Champions League:
  - Vinder (4): 2013, 2014, 2017, 2018
  - Finalist: 2012, 2016
  - Semifinalist: 2010, 2011

- Panamerikamesterskabet:
  - Winner: 2007, 2011
  - Runners-Up: 2009

- VM i håndbold:
  - Winner: 2013
- Verdens bedste kvindelige håndboldspiller 2014